# Hemipeplus angustipennis
Hemipeplus angustipennis es una especie de coleóptero de la familia Mycteridae.

## Distribución geográfica
Habita en Venezuela.